# 空袭

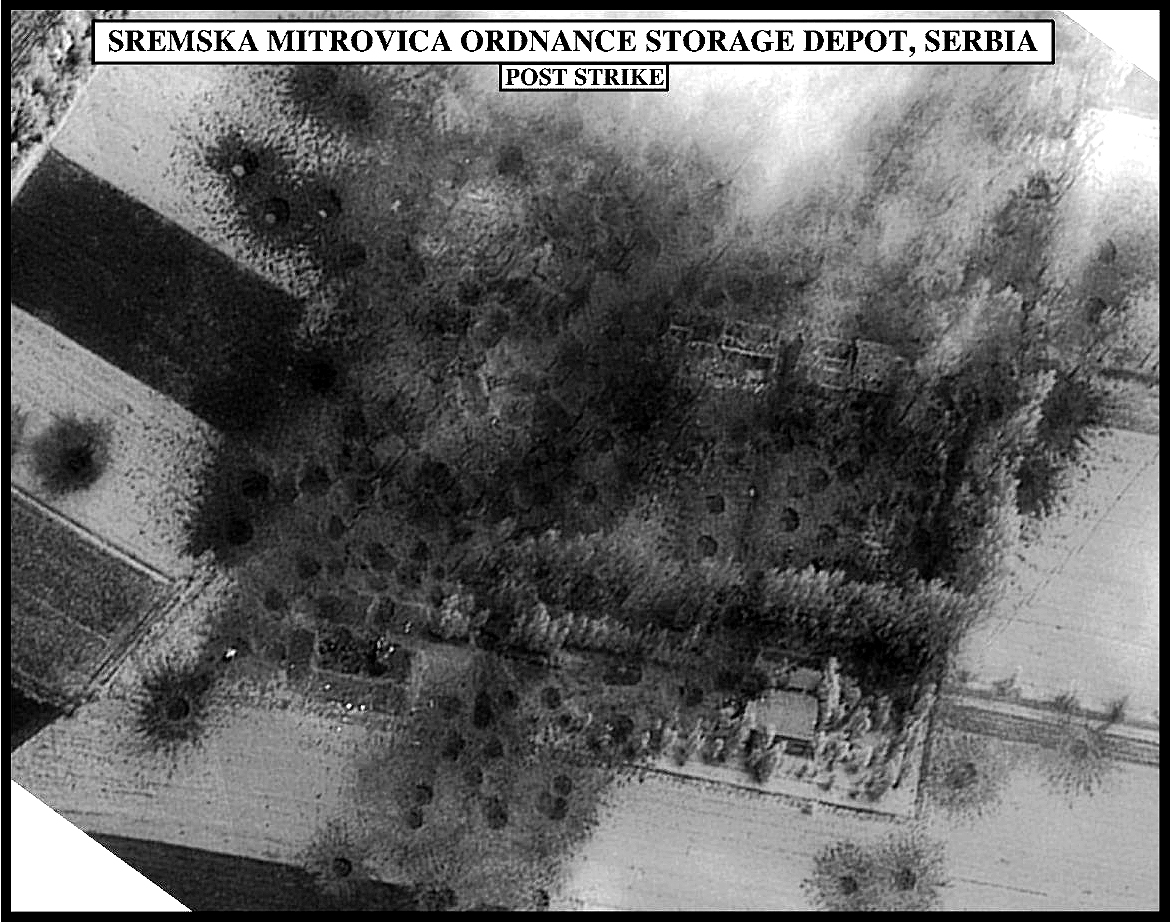
科索沃战争中的空袭效果

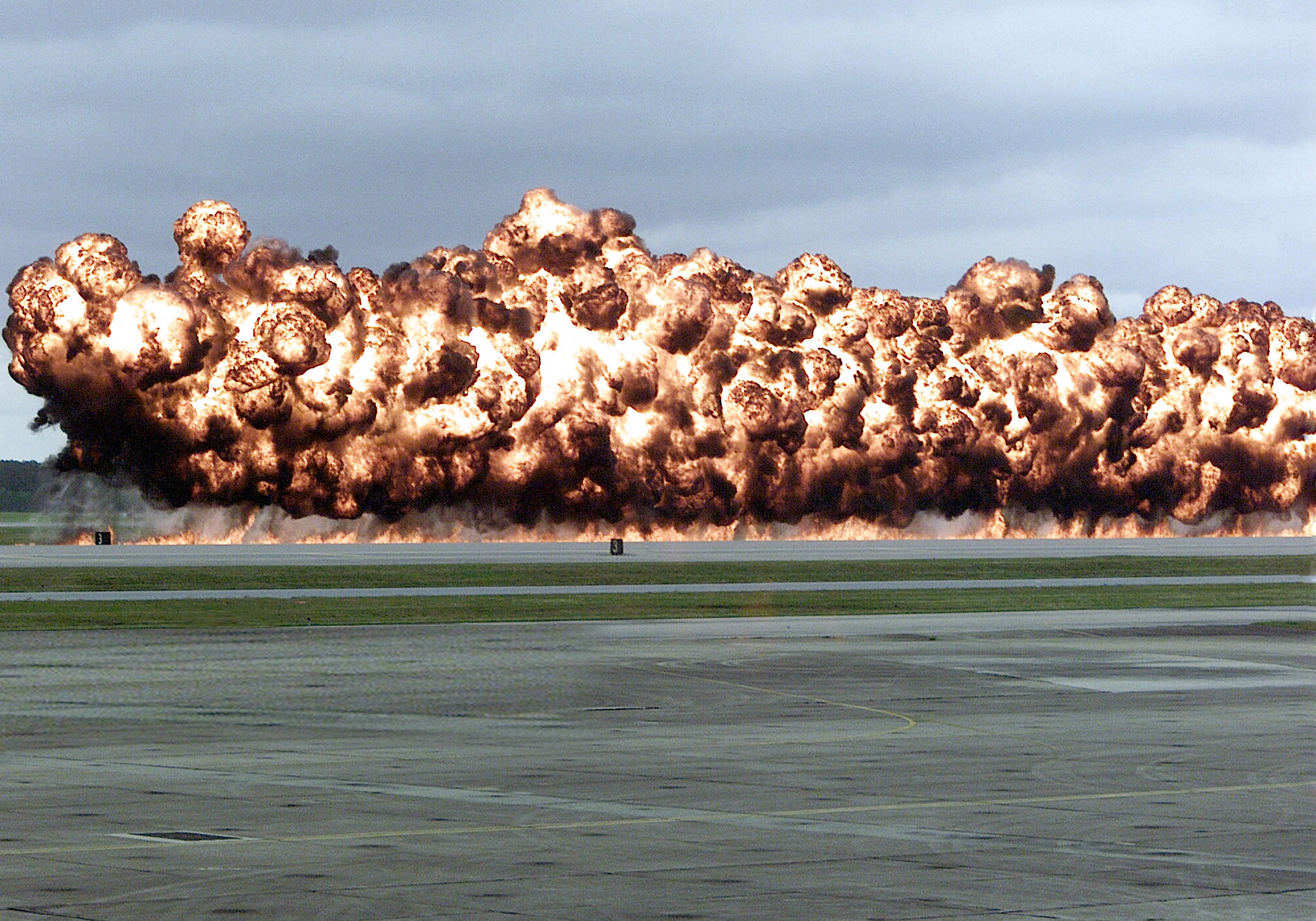
凝固汽油彈的空襲

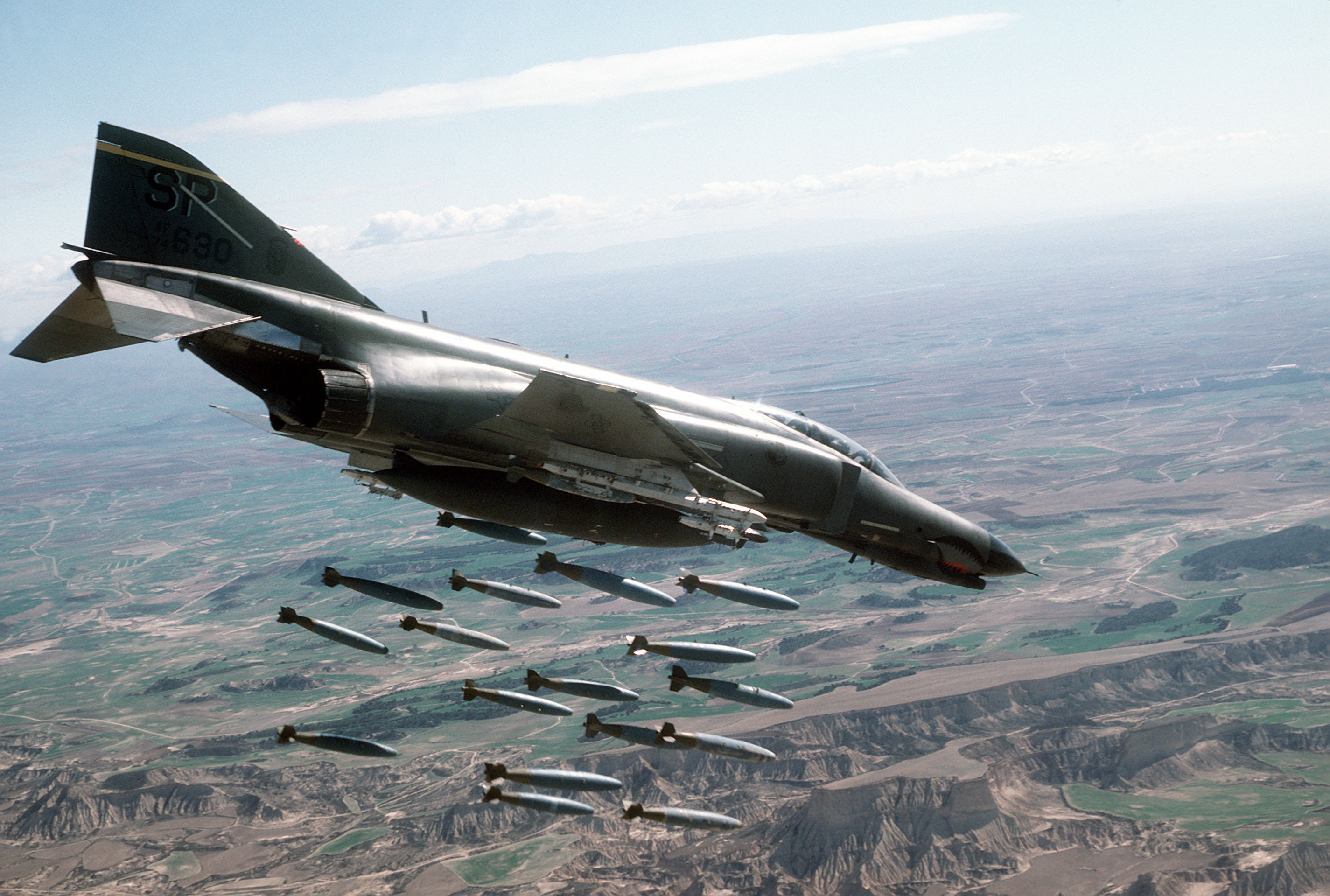
第81戰術戰鬥機中隊的F-4E投放500磅Mk-82炸彈

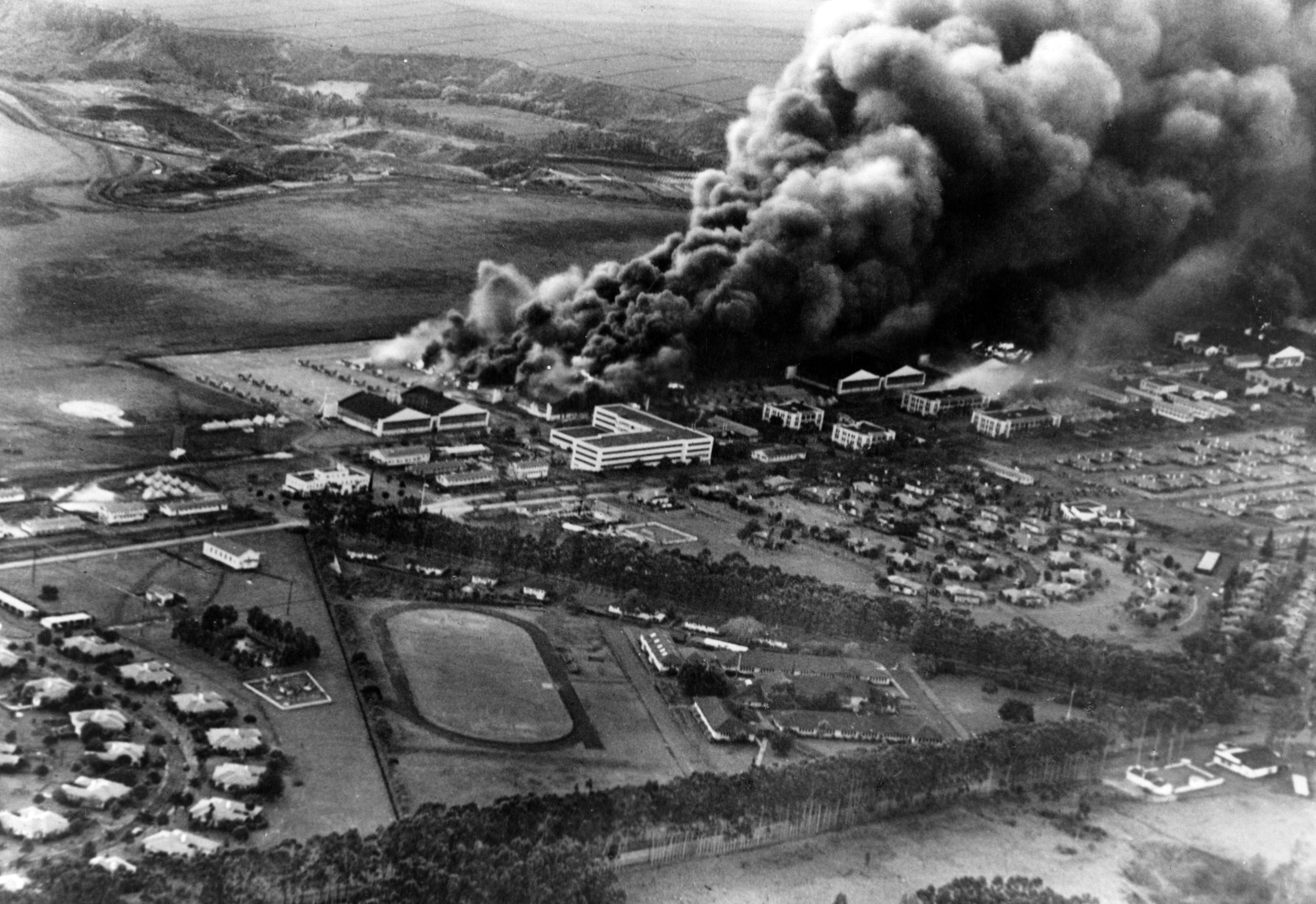
珍珠港事件的空襲行動

空袭是動用軍事航空部隊（如空軍、海軍航空兵、陸軍航空兵）对敌方地面、地下、水面、水下目标实施的轰炸和射击，既可以针对大规模区域，也可以针对特定建筑物。
空袭针对的是敌方目标，在和平时期，也可能动用空中力量对地面目标进行轰炸，例如爆破水坝、破冰等等，这些并不称为空袭。
空袭通常通过轰炸机、攻击机等军用飞机来实施，也可以通过气球、飞艇、导弹等其他方式进行。可以使用的武器包括机关枪子弹、导弹、各种炸弹，乃至核弹。
根据空袭所使用的武器，空袭可分为常规空袭与非常规空袭。非常规空袭使用的是核武器、化学武器、生物武器等，使用其他常规武器的空袭则是常规空袭。

## 历史
人类史上最早的空袭，发生在19世纪中期的奥意战争（1848年－1849年）中。当时，奥地利军队使用了200个小型自由气球，携带30磅的炸弹，计划将其送到威尼斯上空然后降落，但由于风向不利，该目标未能实现。
飞机发明之后，很快被运用到战争之中。而首次通过飞机进行的空袭，发生在1911年11月1日。当时，意大利飞行员朱里奥·加沃蒂少尉驾驶“鸽”式飞机，在北非战场上向土耳其军队阵地投下了4颗榴弹，各重2千克。虽然没有造成很大伤亡，但却产生了很大的心理震撼效果。
第一次世界大战期间，空袭作战被广泛采用。1914年8月30日，德国的空军空袭了巴黎，同年12月21日、25日又分别空袭了杜夫尔和伦敦。在整个一次大战期间，空袭中共投掷5万多吨弹药。虽然当时的空袭技术还比较落后，但已显示出相对于地面炮火的明显优势。
空袭出现后，各种防空的技术也就随之出现。英国是世界上第一个开始有组织地保卫后方城市的国家。第一次世界大战中德国空袭伦敦达110多次，炸死炸伤4000余人。为防范空中来袭，英国对城市防空高度重视。伦敦于1917年8月成立了“防空指挥部”，并采取了很多相应措施，例如灯火管制、建设防空洞、疏散居民、建立空袭警报机制等。这些做法都被其他国家所效仿，防空袭体系逐步形成。
第一次世界大战后，空袭得到了更加广泛的采用，作为配合地面作战的工具。第二次世界大战中空袭得到了很大发展，制空权成了交战各方非常重视的问题。在著名的不列颠空战中，空袭和反空袭是作战的核心。在二次大战后期，德国V-1和V-2导弹的发明和使用，出现了第一次超越飞机而使用导弹进行的空袭。
随着军事技术的发展，空袭的命中精度和飞机远程作战能力显著提高，空袭在现代战争中的地位日益上升。越南战争中，出现了高科技的精密制导空袭。1967年3月12日，美军出动8架飞机，各携带2枚激光制导炸弹，仅仅通过两次攻击，就彻底摧毁了清化桥，而在此前几年的传统空袭中，美军动用了上千架次飞机，并损失了18架，也未能摧毁该桥。这次袭击，拉开了高技术空袭的序幕。
在1991年海湾战争期间，38天的空袭占了整个42天战争时间的90%以上。1999年北约对南联盟的空袭，历时78天，完全是空袭作战，在没有派出任何地面部队的情况下，北约就使南联盟屈服。在2001年美军对阿富汗的战争中，空袭也起到了重要作用。
2000年代之後，無人航空載具（UAV）日漸成熟，為降低飛行人員傷亡或被敵方俘虜，一些國家開始以UAV進行一部份的空襲任務。

### 中華民國
中華民國26年（1937年）8月14日，制定了《防空法》15條，同月19日公布。其第一條：“為防敵機空襲，減少其所發生之危害，以衛護國家之安全、保障人民之生命財產，特制定本法。”中華民國37年（1948年）5月1日修正全文15條，同月12日公布。其第一條改成：“為防敵機空襲，減輕空襲損害，維護人民之生命財產，制定本法。”兩種版本都曾經規定中華民國人民對於實施防空，有何種服役及供給物力之義務。中華民國94年（2005年）1月7日廢止防空法15條，同月26日公布。